# Selby
Pour les articles homonymes, voir Selby (homonymie).
Selby est une ville et une paroisse du Yorkshire du Nord, en Angleterre. Située à 20 km au sud de  York, le long de l’Ouse du Yorkshire, Selby est, avec une population de 13 012 habitants, la plus grande ville et la plus peuplée de son district.
Historiquement rattachée à la marche ouest du Yorkshire, l'essentiel des richesses de la ville venait du trafic fluvial sur l’Ouse. Autrefois, Selby s'enorgueillissait de son port et de ses ateliers de construction navale desservis par le Canal de Selby, qui était la voie commerciale vers Leeds. Son exploitation minière, liée à l'extraction de houille, était également au XXe siècle l'une des plus modernes et des plus rentables du Royaume-Uni.

## Histoire
Le roi Henri Ier, quatrième fils de Guillaume le Conquérant, est né à Selby en 1068 ou en 1069.
L’abbatiale de Selby fondée par Benoît d'Auxerre en 1069 et construite par la famille de Lacy, surplombe la ville. C'est l'une des plus grandes églises paroissiales de Grande-Bretagne et elle est plus grande que la plupart des cathédrales de l'île. Un élément remarquable de l'Abbaye est le vitrail Washington du XIVe siècle, représentant les Armoiries des ancêtres de George Washington, premier président des États-Unis d'Amérique : les motifs sont parfois cités comme une source d'inspiration du Stars and Stripes.
La tradition rapporte que le moine Benoît d'Auxerre aurait fondé l'abbaye après avoir aperçu trois cygnes sur un lac à Selby, y voyant un symbole du Père, du Fils et du Saint-Esprit. C'est pourquoi le blason de Selby comporte trois cygnes. La ville fut par la suite le théâtre d'une bataille importante au cours de la Première Révolution anglaise, dite Bataille de Selby. On peut encore voir le champ de bataille de nos jours. La ville comporte bien d'autres sites historiques, comme le charnier du choléra, la croix du marché et l'école locale, Selby High School.
Selby est en train de s'étendre, avec la création de l’euro-technopole de Burn et le redéploiement de la ville jusqu'au périphérique de ceinture, bien que la restructuration urbaine ait entraîné la fermeture de plusieurs commerces en centre-ville. Les berges du canal font également l'objet de projet immobiliers importants.

## Économie
Historiquement, la prospérité de la ville s'est construite autour du trafic fluvial sur l’Ouse maritime. Ainsi, Selby avait su développer des ateliers de construction navale dont les commandes étaient assurées par un trafic portuaire florissant, lié au Canal de Selby venant de Leeds. Le célèbre navire de Greenpeace, le « Rainbow Warrior » était lui-même sorti des ateliers de Selby en 1957. Bien qu'il subsiste encore de nombreuses friches industrielles à Selby même et alentour, cette activité est interrompue depuis longtemps. L'essentiel de l'activité économique tourne aujourd'hui autour de l'activité agricole, Selby servant de plaque tournante pour les produits venant de Leeds, Wakefield et York.
Longtemps, Selby fut la principale région charbonnière du Royaume-Uni, et ce bassin minier d’une superficie de 285 km² vit naître quelques techniques de pointe. Son exploitation minière, la plus moderne du pays pendant des décennies, marqua auprès de l'opinion britannique par son déclin le risque de disparition des charbonnages en Grande-Bretagne, surtout après l'échec de la grande grève des mineurs (1984-1985).
La mine de charbon de Wistow, au cœur du bassin minier de Selby, détient le record de rendement jamais atteint au Royaume-Uni, avec 200 743 tonnes de charbon extrait en une semaine en 1995. Malgré les besoins croissant en charbon au Royaume-Uni, le bassin minier de Selby a cessé définitivement ses activités le vendredi 14 mai 2004, mettant au chômage 3 000 mineurs, sans compter les sous-traitants et le personnel intérimaire. La compagnie UK Coal, qui exploitait ce bassin, a justifié sa décision par des coûts croissants d'exploitation liés à de nouvelles difficultés de nature géologique, et à l'effondrement du marché de la houille. Ces dernières années, cette compagnie aurait perdu 30 millions £ en maintenant l’exploitation des puits de Selby.

## Monument
- L'abbatiale.

## Personnalités
- Robert de Selby (mort en 1152), chancelier du royaume de Sicile.

## Jumelages
Selby est jumelée avec :
- Carentan (France) ;
- Filderstadt (Allemagne) ;
- Waldfischbach-Burgalben (Allemagne).

## Sources
- (en) Cet article est partiellement ou en totalité issu de l’article de Wikipédia en anglais intitulé « Selby » (voir la liste des auteurs).